# Aimo Koivunen
Aimo Allan Koivunen (17 de octubre de 1917 – 12 de agosto de 1989) fue un soldado finlandés que combatió durante la Guerra de Invierno y la Guerra de Continuación, ambas luchadas entre Finlandia y la Unión Soviética, y que vivió el primer caso documentado de una sobredosis de metanfetamina en combate durante el segundo de los conflictos mencionados.

## Servicio militar
Koivunen se enlisto en el ejército finlandés y fue asignado a su primera unidad (III/JR 13) el 9 de octubre de 1939, poco menos de dos meses antes del comienzo de la Guerra de Invierno cuando la Unión Soviética invadió Finlandia bajo pretextos falsos y la cual inició el 30 de noviembre de 1939. 
Koivunen vería combate tanto en este conflicto como en la posterior Guerra de Continuación que comenzaría el 25 de junio de 1941 y librada una vez más entre Finlandia y la Unión Soviética y durante la cual estuvo asignado a la unidad 4./Er.P 4 del ejército finlandés. Koivunen se retiraría con el grado de sargento.

## Sobredosis en combate
El 20 de abril de 1944 Koivunen fue asignado a una unidad militar de patrullaje con esquís cuando tenía 27 años y enviado en su primera misión el 15 de marzo de 1944. Durante el tercer día de su misión, el 18 de marzo de 1944, Koivunen esquiaba en grupo cerca de Kantalahti en Laponia cuando su unidad fue atacada y rodeada por sorpresa por soldados soviéticos tras lo cual la patrulla finesa logró extricarse y retirarse exitosamente bajo la protección de una ventisca. Durante la retirada, Koivunen se posicionó al frente de la columna para guiarlos por el camino correcto pero al poco tiempo comenzó a sentir cansancio debido a la rápida marcha forzada en un terreno tan quebrado y recordó que tenía en su poder todas las reservas de Pervitin de su unidad (nombre comercial de la metanfetamina), droga proveniente de la Alemania Nazi quien la había entregado a Finlandia cuando aún eran aliados.
La metanfetamina es un estimulante de larga duración de la familia de las anfetaminas que es utilizado para suprimir sensaciones de hambre, cansancio físico y cansancio mental; la metanfetamina trabaja elevando los niveles de noradrenalina, adrenalina y dopamina en el cerebro, y causa sensaciones de euforia, agresividad, incrementa la libido, sensaciones de grandiosismo e incrementa la concentración; sin embargo, en dosis altas o con uso crónico también puede causar delirios, agresividad, alucinaciones, ansiedad e incluso convulsiones.  La metanfetamina es altamente adictiva pero puede ser utilizada clínicamente para tratar padecimientos como somnolencia excesiva, hiperactividad, narcolepsia, obesidad exógena y trastorno por déficit de atención con hiperactividad. En contextos militares también puede ser utilizada para aumentar el rendimiento y desempeño de soldados o pilotos, habiendo sido utilizada muy comúnmente para estos propósitos durante la Segunda Guerra Mundial. Durante la Segunda Guerra Mundial, los efectos de la metanfetamina fueron explotados ampliamente por los ejércitos de ambos bandos, sobre todo por los nazis, y fueron ellos quienes comercializaron primeramente el Pervitin y quienes proporcionaron suministros de esta droga a Finlandia cuando ambos países se encontraban aliados contra su enemigo común de la Unión Soviética (tal como se mencionó anteriormente).
Koivunen trató de sacar una tableta del frasco y ponerlas en su mano pero se encontraba confundido ante la rápida marcha, la nula iluminación nocturna y el fuerte viento además de entorpecido por sus gruesos guantes de invierno, por lo que se equivocó y varias tabletas cayeron en su mano y tomó aparentemente las 30 pastillas de Pervitin al mismo tiempo, que era el suministro completo de la droga que tenía su unidad.
Pocos minutos después Koivunen empezó a sufrir alucinaciones y a perder el conocimiento, comportándose tan irracionalmente que sus compañeros le quitaron sus balas. Entre las alucinaciones y comportamientos irracionales que vivió, Koivunen veía a un viejo amigo que se encontraba en ese momento en otra parte del país y con el cual sostendría charlas breves tras lo que desaparecería y después comenzó a 'perseguir' a la Estrella Polar sin razón ni objetivo.
Koivunen recobró el conocimiento la mañana siguiente, habiendo viajado 100 kilómetros después de haberse separado de su patrulla sin recordar cómo ni cuándo; no tenía ni comida ni municiones pero seguía sintiendo los efectos de los estimulantes y estuvo varios días alucinando. En cierto punto, Koivunen encontró un campamento que pensó era finés, pero al estar dentro del mismo se dio cuenta de que era un campamento soviético pero dándose cuenta demasiado tarde cuando ya se encontraba casi rodeado por soviéticos que le persiguieron, aunque era de noche y había una tormenta invernal por lo que Koivunen pudo escapar.
Después de varios días más Koivunen llegó a un campamento alemán que estaba abandonado pero pisó una mina y sufrió heridas que lo dejaron postrado tras lo cual permaneció en el suelo una semana pero después de esto fue avistado por un avión alemán que envió a una partida de soldados por tierra para rescatarlo. Durante las dos semanas que estuvo perdido Koivunen solo había comido un ave arrendajo siberiano la cual capturó con su esquí y se comió cruda y muchas piñas. Koivunen había esquiado más de 400 kilómetros a temperaturas de entre -7° y -1° grados centígrados.
Koivunen fue llevado al hospital de campaña de Salla al cual llegó el 1 de abril de 1944 y en donde se determinó que había perdido 43 kilos de peso, que tenía un pulso de 200 latidos por minuto y que había perdido uno de los dedos de un pie.

## Vida posterior
Koivunen sobrevivó este episodio de psicosis (específicamente, psicosis anfetamínica) y también sobrevivió la guerra y su servicio militar, tras el cual comenzó una familia y vivió en Finlandia central el resto de su vida y murió pacíficamente a los 71 años de edad en 1989.